# تيد ديلي
تيد ديلي (بالإنجليزية: Ted Dailey)‏ هو لاعب كرة قدم أمريكية أمريكي، ولد في 25 سبتمبر 1909 في فيليبسبورغ في الولايات المتحدة، وتوفي في 3 أكتوبر 1992 في سيراكيوز في الولايات المتحدة.

## وصلات خارجية
- تيد ديلي على موقع مرجع كرة القدم المحترفة.كوم (الإنجليزية)
- تيد ديلي على موقع JustSportsStats.com (الإنجليزية)